# 邢丹文
邢丹文（1967年—），是一位中国当代艺术家和摄影师。

## 生平
1967年出生于陕西西安，1992年毕业于中央美术学院绘画系，1998年获得美国亚洲文化基金会的学者交流奖学金前往美国留学，2001年毕业于视觉艺术学院 (纽约)摄影与多媒体专业。目前生活在北京。